# Federazione cestistica della Russia
La Russian Basketball Federation (acronimo RBF; in russo Российская Федерация Баскетбола?, Rossijskaja Federacija Basketbola) è l'ente che controlla e organizza la pallacanestro in Russia.
La federazione controlla inoltre la nazionale di pallacanestro della Russia. Ha sede ad Mosca e l'attuale presidente è Andrej Kirilenko.
È affiliata alla FIBA dal 1992 e organizza il campionato di pallacanestro russo.